# 1967 في سوريا
فيما يلي قوائم الأحداث التي وقعت خلال عام 1967 في سوريا.

## أحداث
- 5 يونيو – حرب 1967

## مواليد

### يناير
- 1 يناير – أنس العبدة
- 1 يناير – صابر سفر
- 1 يناير – مهجة كهف شاعرة من الولايات المتحدة الأمريكية.[1]

### أبريل
- 8 أبريل – غسان عبود

### ديسمبر
- 8 ديسمبر – ماهر الأسد رئيس الفرقة الرابعة بالجيش السوري.

## وفيات

### يناير
- 1 يناير – سعيد الغزي (مواليد 1893) سياسي سوري.
- 1 يناير – شكري القوتلي (مواليد 1891) سياسي سوري. ورئيس سوريا الأسبق..

### يونيو
- 21 يونيو – أمين سعيد (مواليد 1891) صحفي ومؤرخ سوري.
- 26 يونيو – سليم حاطوم (مواليد 1928) عسكري سوري، وقائد كتيبة المغاوير.